# Ben Barclay
Benjamin Robert "Ben" Barclay (ur. 4 lutego 2002 w Auckland) – nowozelandzki narciarz dowolny, specjalizujący się w slopestyle'u i Big Air.

## Kariera
Po raz pierwszy na arenie międzynarodowej pojawił się 13 września 2016 roku w Cardronie, gdzie w zawodach Australian New Zealand Cup zajął 23. miejsce w slopestyle'u. W 2019 roku zajął ósme miejsce w tej samej konkurencji na mistrzostwach świata juniorów w Kläppen.
W Pucharze Świata zadebiutował 7 września 2018 roku w Cardronie, gdzie zajął 24. miejsce w Big Air. Tym samym już w debiucie zdobył pierwsze punkty. Pierwsze podium w zawodach tego cyklu wywalczył 16 stycznia 2022 roku w Font-Romeu, kończąc rywalizację w slopestyle'u na drugiej pozycji. Rozdzielił tam Andriego Ragettliego ze Szwajcarii i Kanadyjczyka Édouarda Therriaulta. w sezonie 2021/2022 był ósmy w klasyfikacji Big Air.
Podczas mistrzostw świata w Aspen w 2021 roku zajął 24. miejsce w slopestyle'u i 31. miejsce w Big Air. Na rozgrywanych rok później igrzyskach olimpijskich w Pekinie zajął odpowiednio szesnaste i dziesiąte miejsce.

## Osiągnięcia

### Igrzyska olimpijskie
| Miejsce | Dzień     | Rok  | Miejscowość | Konkurencja | Zwycięzca      |
| ------- | --------- | ---- | ----------- | ----------- | -------------- |
| 16.     | 9 lutego  | 2022 | Pekin       | Big air     | Birk Ruud      |
| 10.     | 16 lutego | 2022 | Pekin       | Slopestyle  | Alexander Hall |

### Mistrzostwa świata
| Miejsce | Dzień    | Rok  | Miejscowość | Konkurencja | Zwycięzca        |
| ------- | -------- | ---- | ----------- | ----------- | ---------------- |
| 24.     | 13 marca | 2021 | Aspen       | Slopestyle  | Andri Ragettli   |
| 31.     | 16 marca | 2021 | Aspen       | Bir Air     | Oliwer Magnusson |

### Puchar Świata

#### Miejsca w klasyfikacji generalnej
- sezon 2018/2019: 236.
- sezon 2019/2020: 240.

Od sezonu 2020/2021 klasyfikacja generalna została zastąpiona przez klasyfikację Park & Pipe (OPP), łączącą slopestyle, halfpipe oraz big air. 
- sezon 2020/2021: 59.
- sezon 2021/2022: 15.

#### Miejsca na podium w zawodach
1. Font-Romeu – 16 stycznia 2022 (slopestyle) – 2. miejsce